# NGC 330
NGC 330 (другое обозначение — ESO 29-SC24) — молодое рассеянное скопление галактики Малое Магелланово Облако, расположенное в созвездии Тукана. Джон Дрейер описывал его как «шаровое скопление, очень яркое, маленькое, немного вытянутое, звёзды от 13-й до 15-й величины». NGC 330 имеет диаметр 1,4′ и видимую звёздную величину +9,6m.
Скопление было обнаружено 1 августа 1826 года шотландским астрономом Джеймсом Данлопом. Этот объект входит в число перечисленных в оригинальной редакции «Нового общего каталога».
Возраст скопления около 40 млн лет.
NGC 330 на 2019 год являлось (вместе с NGC 1847) наименее богатым тяжёлыми элементами среди молодых скоплений обоих Магеллановых Облаков: его металличность [Fe/H] составляет −1,15 ± 0,06 от солнечной, что соответствует относительному содержанию металлов в 12—16 раз меньше, чем в Солнце.